# Música (escultura)
Música (també coneguda com El grup de música, en polonès Muzyka o Grupa Muzyka) és una de tres escultures localitzada al teulat de l'edifici al número 34/50 del carrer Koszykowa de Varsòvia des del 1952. El projecte fou escollit després d'una competició artística. El monument fou dissenyat per Józef Gosławski, però la seva muller Wanda i el seu germà - Stanisław l'ajudaren a realitzar-la a causa del poc temps que tenia per fer-la. La manca de bastides, els problemes amb l'obtenció de fons i el poc marge de temps forçaren els artistes a escriure una carta a l'arquitecte en cap de Varsòvia Józef Sigalin. Després d'això, les condicions milloraren i l'obra s'acabà a temps.
La imatge de Música fou una de les postals publicades el 1952. Costava 1,30 zł, dels quals 0,08 es gastaven en el capital social de la reconstrucció de la ciutat capital.

## Galeria

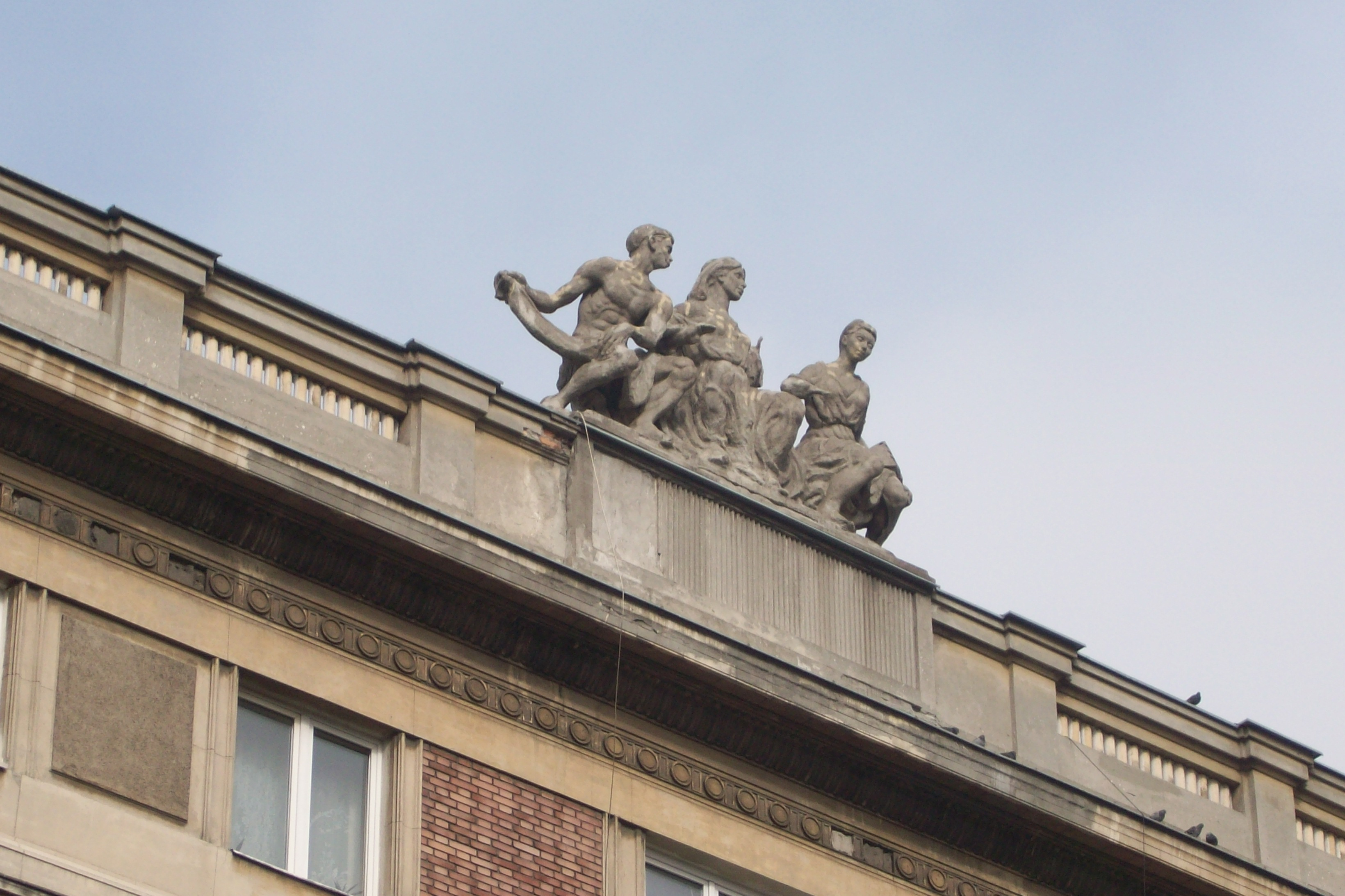
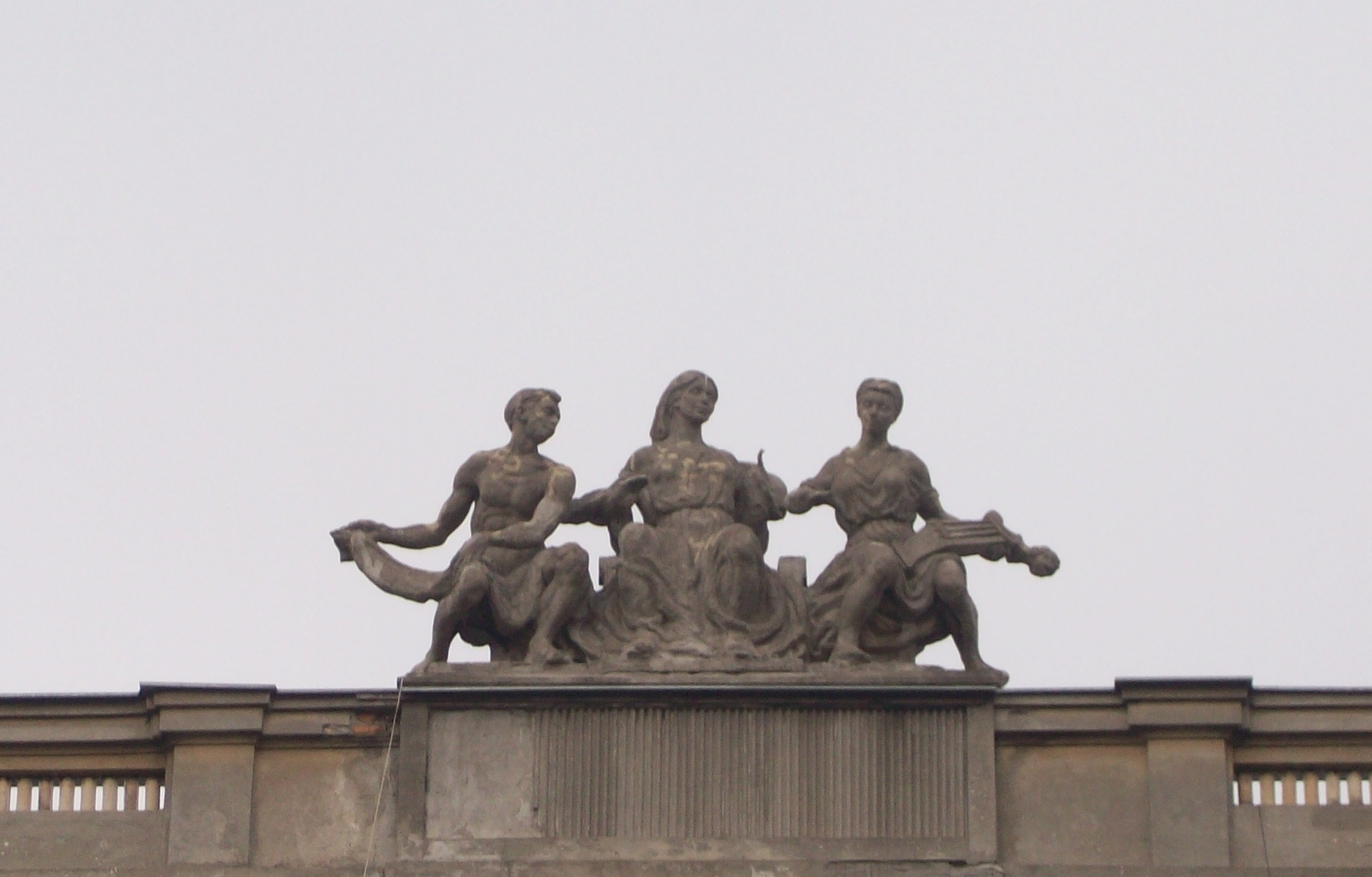